# Marianne Stokes
Marianne Stokes, nata Marianne Preindlsberger (Graz, 19 gennaio 1855 – Londra, 13 agosto 1927), è stata una pittrice originaria dell'Austria, che visse e lavorò soprattutto in Inghilterra, alla fine dell'epoca vittoriana.

## Biografia
Marianne Stokes vide la luce nel gennaio del 1855 a Graz, nella provincia austriaca della Stiria. All'età di diciassette anni, nel 1872, iniziò gli studi di disegno presso l'Accademia di belle arti della sua città. Nell'Accademia ebbe occasione di conoscere il pittore francese Max Leenhardt che trascorreva a Graz un periodo di studio. Costui la incoraggiò a proseguire nella sua scelta di abbracciare la carriera artistica. Così Marianne si trasferì in Baviera per seguire i corsi dell'Accademia di Monaco e, fedele agli insegnamenti della scuola bavarese, dipinse all'inizio una serie di quadri di cui "La piccola sognatrice" (Träumendes Mädchen) del 1875 è l'esempio più evidente. Ma, grazie ad una borsa di studio, ella poté recarsi a studiare a Parigi, alla Scuola delle Belle Arti, dove fu allieva di Pascal Dagnan-Bouveret. Al suo arrivo nella Ville Lumière, Marianne fu accolta dal suo amico pittore Max Leenhardt, che le trovò un alloggio e le permise di integrarsi rapidamente nell'ambiente degli artisti. Inoltre Leenhardt le fece incontrare i suoi amici pittori, fra i quali suo cugino Eugène Burnand.

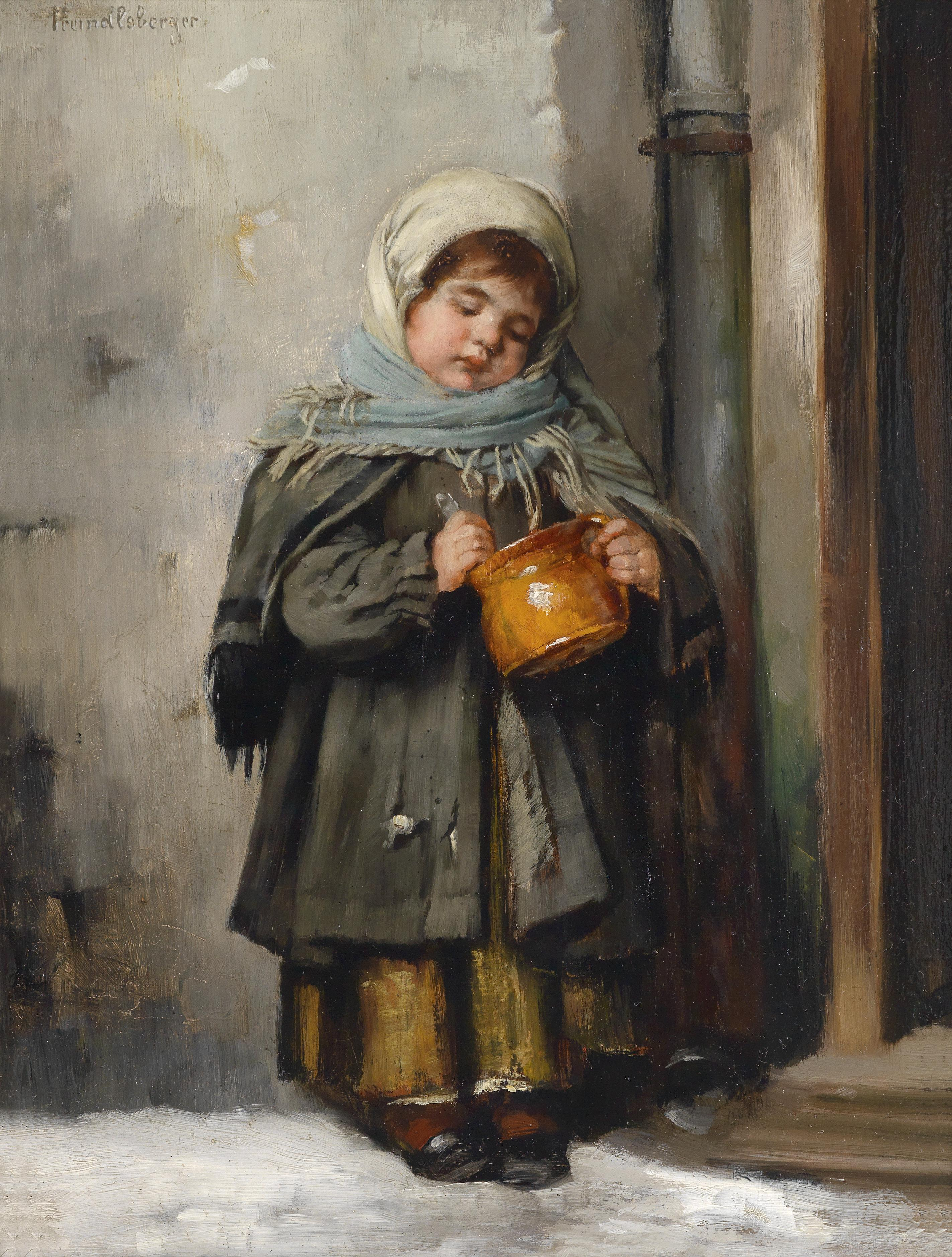
La brocca del latte, 1884.

La giovane Marianne lavorò sia a Parigi che nella regione circostante, scoprendo nuovi temi d'ispirazione nelle opere naturaliste di Jules Bastien-Lepage e di Jean-François Millet. Nel 1883 conobbe la pittrice finlandese Helene Schjerfbeck, assieme alla quale trascorse un periodo di studio in Bretagna, a Pont-Aven. E in quella occasione ella iniziò una relazione sentimentale con il pittore inglese Adrian Scott Stokes (1854-1935), anche lui in Bretagna per dipingere. L'anno seguente Marianne sposò Stokes e si trasferì con lui in Inghilterra.
Contemporaneamente la sua opera "Reflection" veniva esposta al Salone dei pittori francesi di Parigi. Marianne, assunto ormai il cognome del marito e stabilitasi definitivamente in Inghilterra, ripropose la tela nel 1885 anche alla Royal Academy of Arts, dove fu acquistata dalla Walker Art Gallery di Liverpool. 
Nel 1886, Marianne e Adrian Stokes entrarono in contatto con il pittore irlandese Stanhope Forbes, che aveva fondato una colonia di artisti, la Scuola di Newlyn. Si recarono poi in Cornovaglia, a St Ives, dove si trovava Helene Schjerfbeck per un soggiorno di studio. Rimasero con lei diverso tempo, durante il quale Marianne dipinse alcune tele di genere bucolico. Nello stesso anno gli Stokes visitarono la colonia di artisti di Skagen, che si trovava all'estremo nord della Danimarca e che era divenuta famosa: la Scuola di Skagen. Confermano questa visita il quadro "Kindstaufe" (Il battesimo) di Michael Ancher e una serie di fotografie degli Stokes, ripresi assieme ad alcuni pittori di Skagen. 
La coppia visse in seguito in diverse località dell'Inghilterra. Marianne espose con regolarità alla Royal Academy, e partecipò anche all'Expo di Chicago del 1893, dove le fu assegnata una medaglia. Negli anni 1890, ella subì l'influenza della corrente preraffaellita e di quella dell'Art Nouveau. Trovò quindi una vasta ispirazione sempre più frequente nei soggetti medioevali, religiosi e mitologici.
All'inizio del 1900 Marianne e Adrian Stokes, non avendo prole, ripresero a viaggiare per l'Europa. A seguito di un viaggio a Ždiar, nei monti Carpazi nel 1909, Marianne Stokes realizzò assieme al marito l'opera "Hungary". Essa comprende appunti, studi e dipinti sulle contadine slovacche, e costituisce ancor oggi una notevole testimonianza etnografica.
Nel 1923, Marianne divenne membro della Royal Society of Painters in Water Colours. 
Marianne Stokes morì a Londra all'età di 72 anni, durante l'estate del 1927.

Alcune sue opere sono esposte alla Tate Gallery di Londra, al Wallraf-Richartz-Museum di Colonia, e nei musei di Pittsburgh, Manchester e Wolverhampton.
La forma espressiva dell'arte di Marianne Stokes fu all'inizio totalmente aderente a quella dei suoi maestri: Realismo e Naturalismo, sia nei soggetti che nelle ambientazioni e nella tecnica. In seguito, conquistata dai Preraffaelliti, ella mutò completamente stile, soggetti e tecnica, esprimendosi in una forma assai moderata di preraffaellismo. Mantenne sempre, però, la sua caratteristica ingenuità e semplicità figurativa e d'ispirazione.

Moltissime sue tele furono eseguite in collaborazione col marito, Adrian Stokes.

## Alcune opere
- Dolci sogni, 1875
- La brocca del latte, 1884
- Sulla via dei campi, c.1885
- Il passaggio del treno, 1890
- Due angeli suonano per Maria e il Bambino Gesù, 1893
- Melisande, c.1895
- La regina e il paggio, 1896
- Madonna e Bambino, c.1900
- La candelora, 1901
- Ragazza slovacca vestita a festa, 1905
- Giovane slovacca, 1905
- La damigella, 1905
- La fanciulla e la Morte, c.1908
- Madonna col piccolo Gesù, 1908
- Donna rumena di Desze, 1909
- Garlic Seller, 1909
- Hungary. Serie di opere eseguite durante il viaggio in Ungheria e Slovacchia nel 1909, spesso con la collaborazione del marito. I quadri sono tutti intitolati Hungary, seguito da un numero progressivo.
- Nel prato, n.d.
- Angelo, n.d.
- Il principe ranocchio, n.d.

## Galleria d'immagini

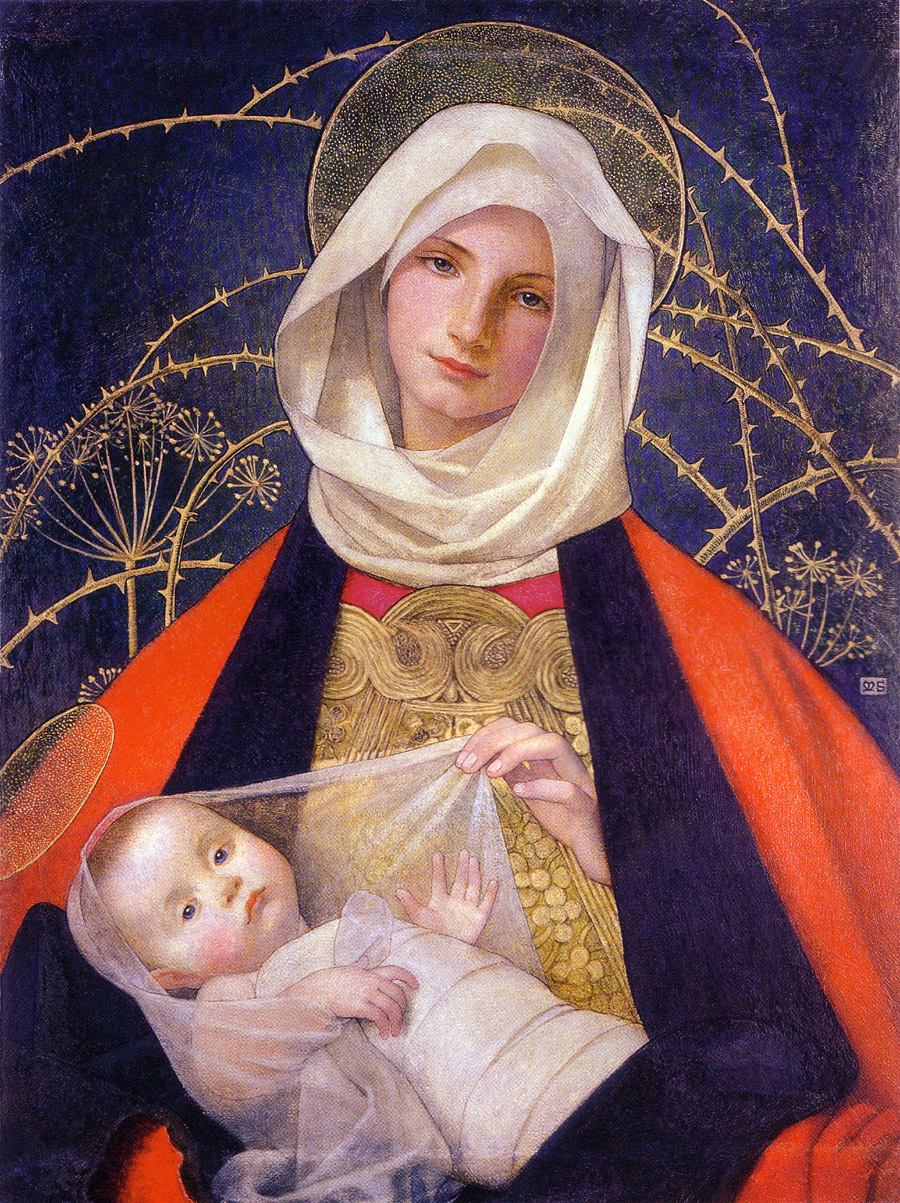
Madonna col Bambino Gesù, 1908.
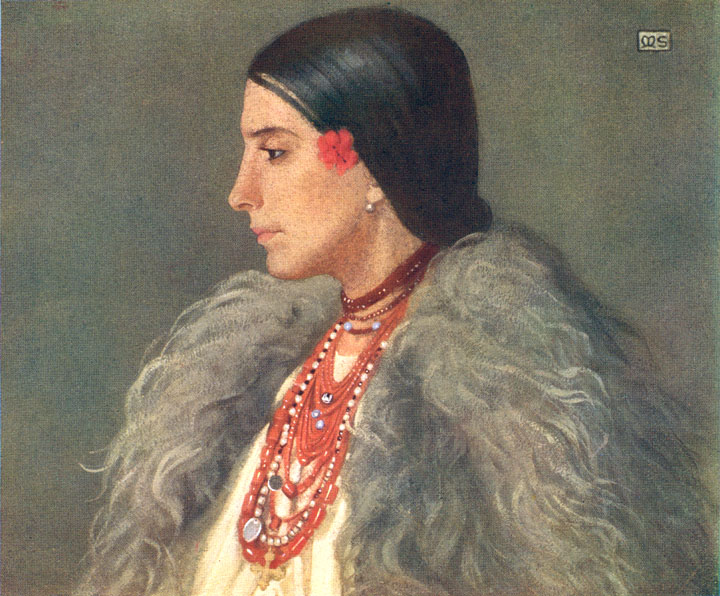
Donna di Desze, 1909.
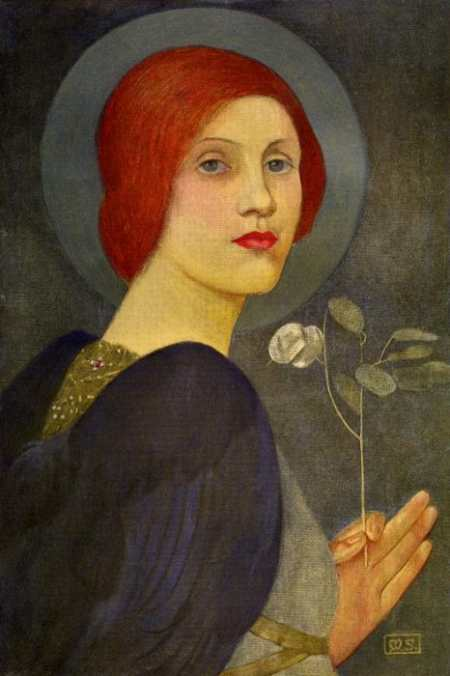
Un angelo n.d.
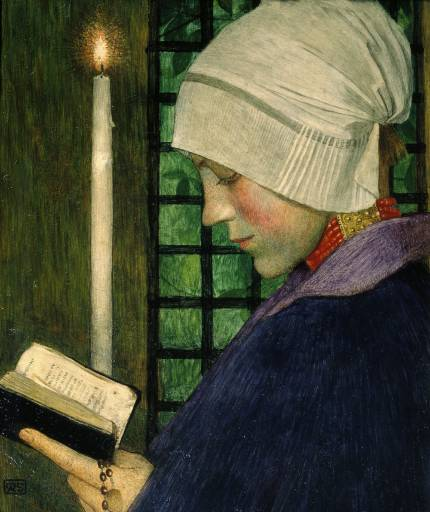
La candelora, 1901.

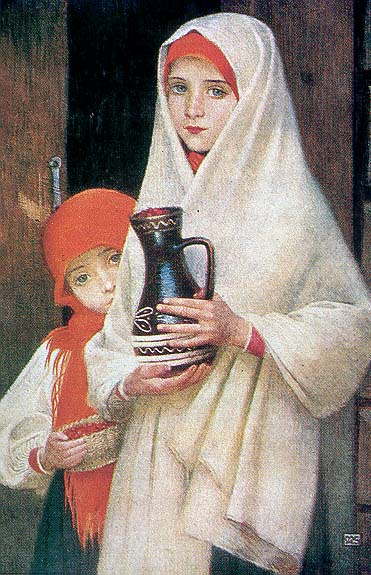
Giovane slovacca, 1905.
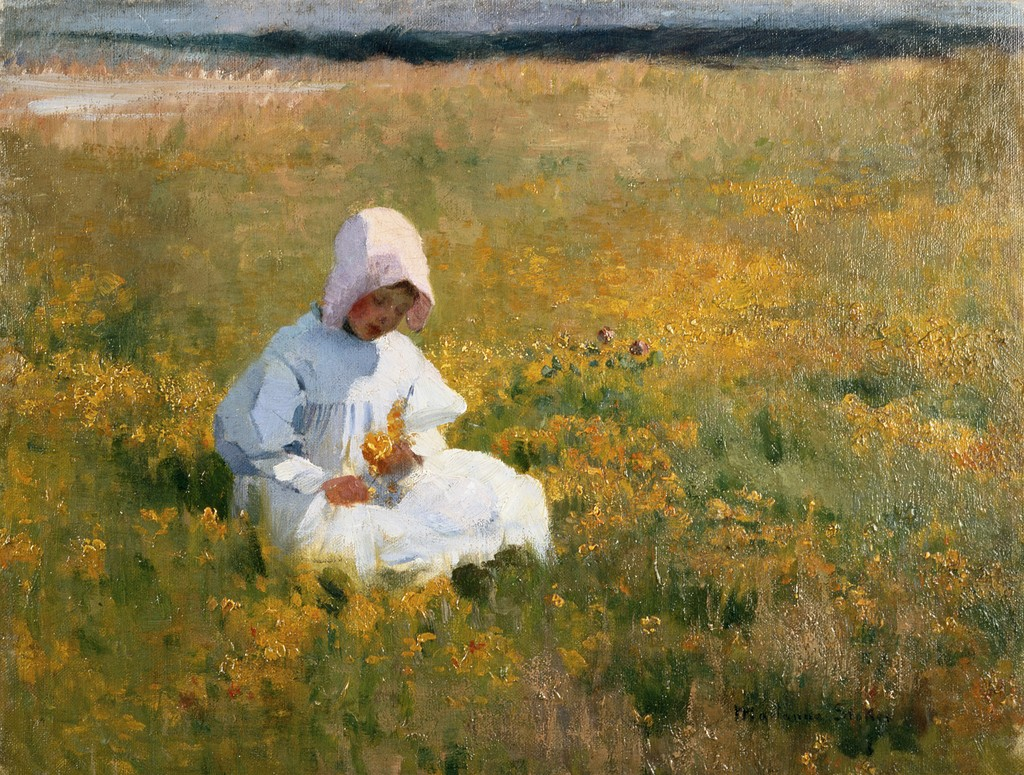
Nel prato - n.d.
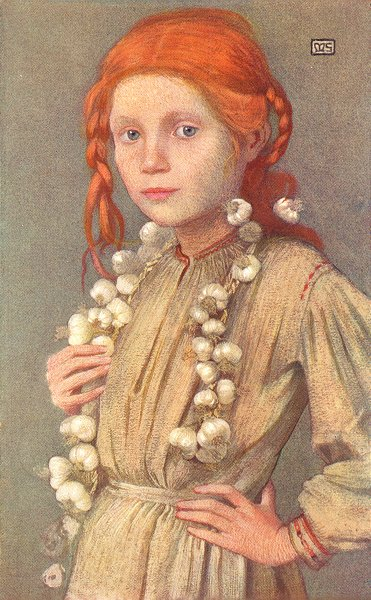
Garlic Seller, 1909.
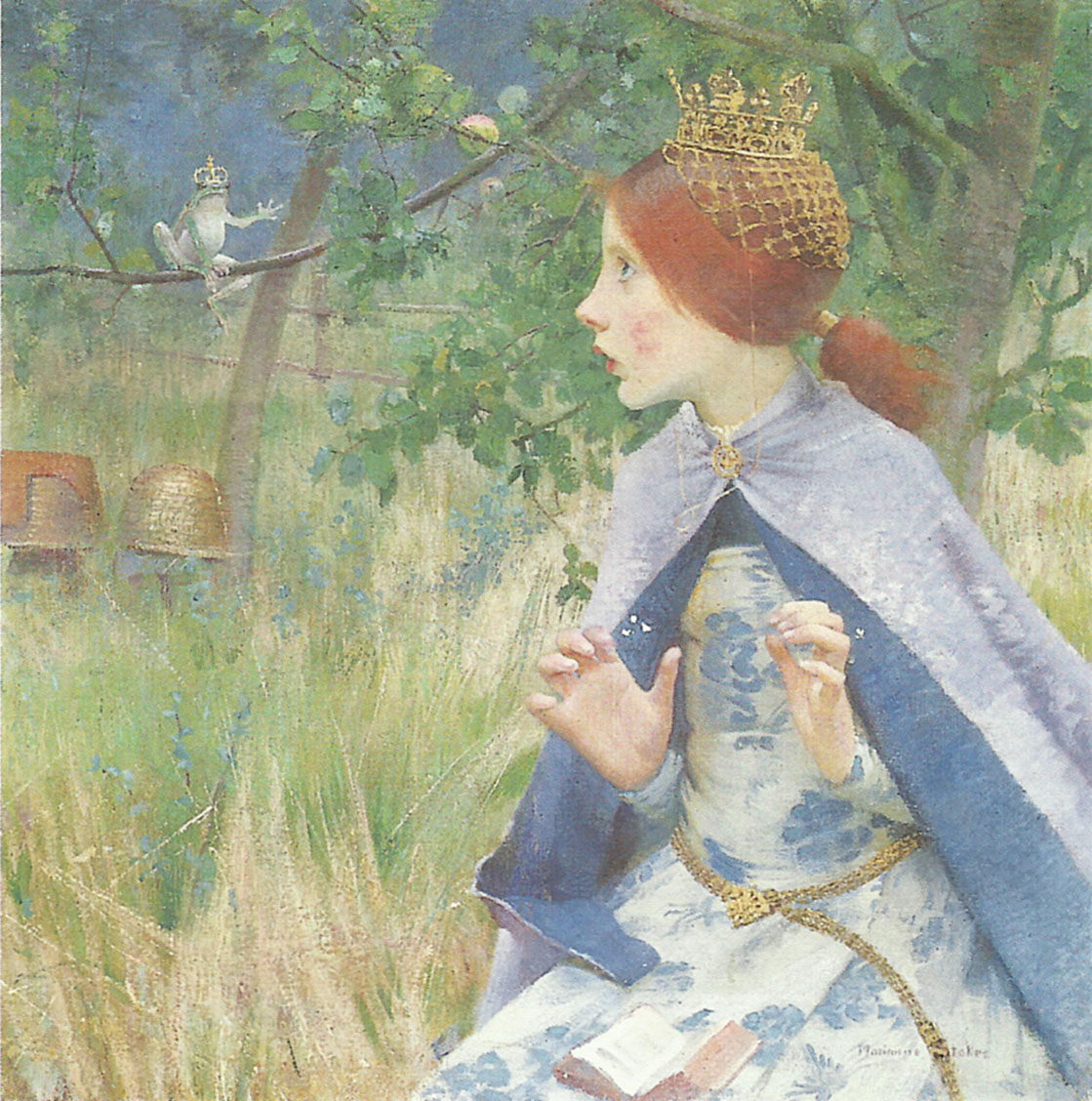
Il principe ranocchio - n.d.
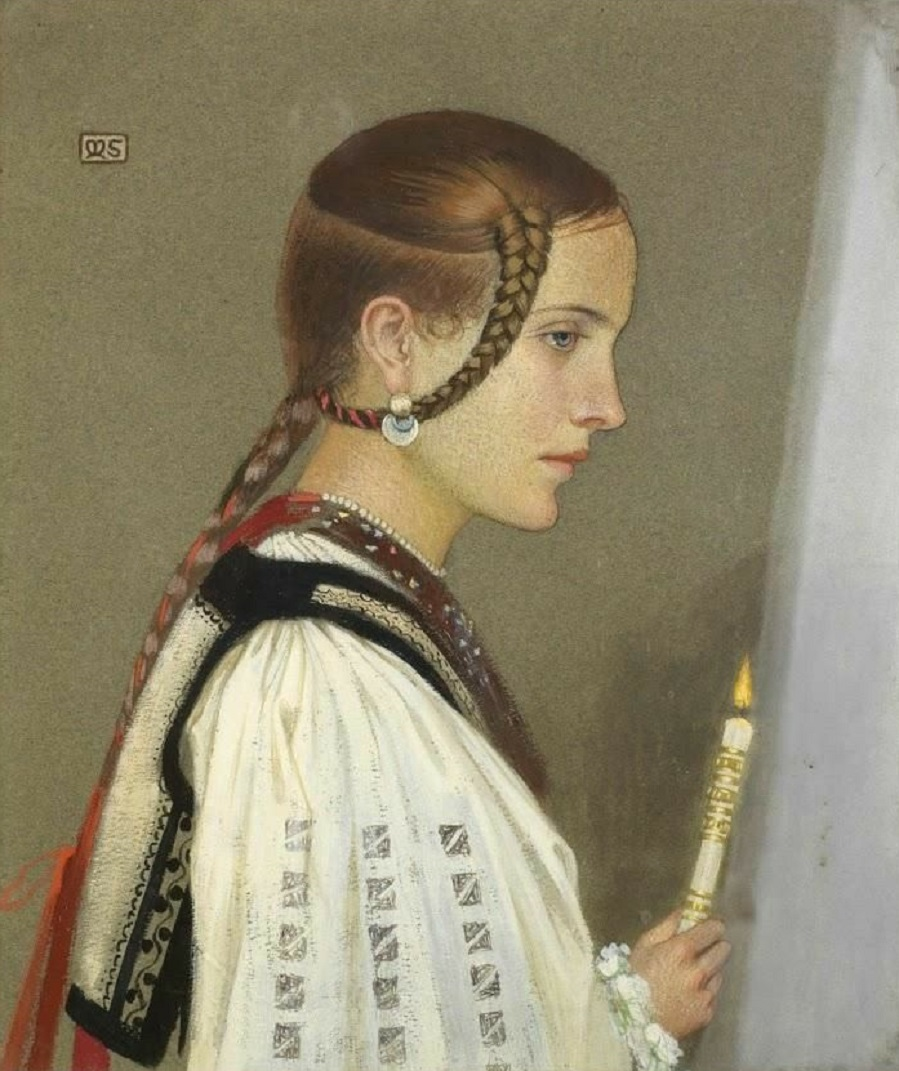
La damigella d'onore, 1905.

## Voci correlate

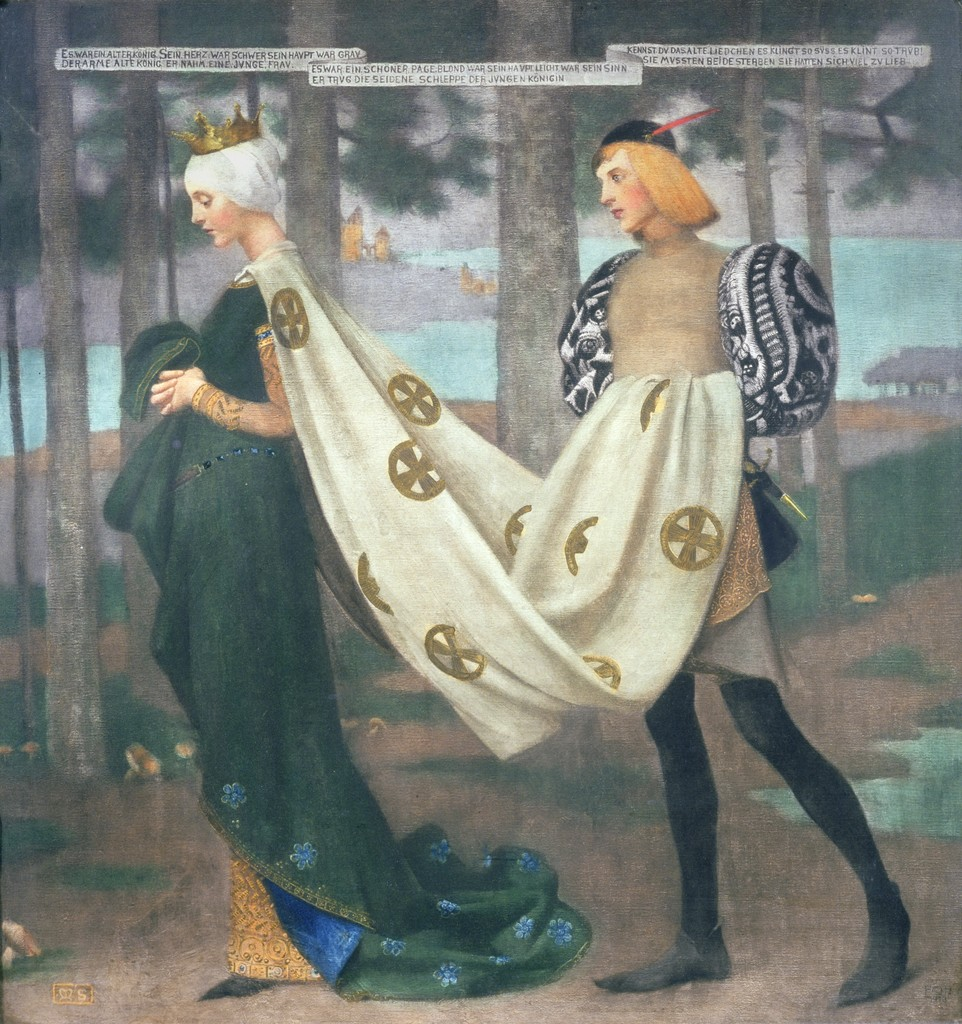
La regina e il paggio, 1896.